# سیارک ۶۴۲۲
سیارک ۶۴۲۲ (به انگلیسی: 6422 Akagi، نامگذاری:1994CD1) شش هزار و چهارصد و بیست و دومین سیارک کشف شده‌است که در ۷ فوریه ۱۹۹۴ کشف شد.
قدر مطلق سیارک برابر ۶۱.۶ است.